# Matterhorngletscher
Der Matterhorngletscher ist ein Gletscher im Schweizer Kanton Wallis an der Nordseite des Matterhorns.
Er entwässert zum Zmuttgletscher und auch direkt in den Zmuttbach, welcher in die Matter Vispa, die über Vispa und Rhone ins Mittelmeer fließt.

## Lage
| \| \| |
|       |

Lage des Matterhorngletscher
in den Walliser Alpen (links)
und in den Alpen (rechts in der Box).

## Nachweise
1. 1 2  Fläche & Höhen bei «ortsnamen.ch».
2. 1 2  Name, Lage & Höhe bei «geo admin.ch».